# Mouans-Sartoux
Mouans-Sartoux är en kommun i departementet Alpes-Maritimes i regionen Provence-Alpes-Côte d'Azur i sydöstra Frankrike. Kommunen ligger  i kantonen Mougins som ligger i arrondissementet Grasse. År 2022 hade Mouans-Sartoux 10 847 invånare.

## Befolkningsutveckling
Antalet invånare i kommunen Mouans-Sartoux
Referens: INSEE